# Copa da França de Futebol
A Coupe de France, mais conhecida em países lusófonos como Copa da França (português brasileiro) ou Taça de França (português europeu), é a principal competição eliminatória de futebol masculino disputada na França, organizada pela Federação Francesa de Futebol (FFF). Desde 1917, é o torneio de futebol mais antigo em disputa no país, sendo disputado por times amadores e profissionais, incluindo clubes baseados nos departamentos e territórios estrangeiros. É considerada a competição com mais clubes do mundo, com um recorde de 7.656 times na temporada de 2012–13.
A final sempre é disputada na cidade de Paris, sendo desde 1999 no Stade de France. O campeão se qualifica para a Liga Europa da UEFA e para o Trophée des Champions (Supercopa da França). A equipe mais bem sucedida é o Paris Saint-Germain, com 15 títulos.

## Formato
Semelhante às competições de copa de outros países, a Coupe de France é um torneio eliminatório com emparelhamentos para cada rodada sorteados aleatoriamente. Cada confronto é jogado através de uma partida única. Se uma partida terminar em um empate, as penalidades serão realizadas.
Há um total de 14 rodadas na competição. No entanto, as rodadas na competição são determinadas em cada região da França, com uma das principais razões para reduzir os custos de viagem. Dependendo da região, o número de rodadas pode variar de quatro a até oito, com cada região enviando um número definido de clubes para a 7ª rodada.
Além de receber o troféu, a equipe vencedora também se qualifica para a Liga Europa da UEFA. Se o vencedor já se classificou para a Liga dos Campeões da UEFA através da liga, o lugar da Liga Europa da UEFA vai para o próximo time melhor colocado na tabela da liga que não esteja classificado para nenhuma competição internacional. Equipes estrangeiras também são elegíveis para a qualificação da UEFA.

### Qualificação dos times
Em cada rodada, novos clubes vão entrando na competição, seguindo a ordem das divisões do país. Abaixo está o esquema:
- Nas primeiras duas rodadas, times das ligas distritais e regionais entram.
- Na terceira rodada, times do Championnat National 3 entram.
- Na quarta rodada, times do Championnat National 2 entram.
- Na quinta rodada, times do Championnat National entram.
- Na sétima rodada, times da Ligue 2 entram.
- Na nona rodada, ou 32 avos de final, times da Ligue 1 entram.

## Lista de campeões
| Temporada | Campeão                                                                                | Placar                                                                                 | Vicecampeão                                                                            | Estádio da final                                                                       | Público da final                                                                       |
| --------- | -------------------------------------------------------------------------------------- | -------------------------------------------------------------------------------------- | -------------------------------------------------------------------------------------- | -------------------------------------------------------------------------------------- | -------------------------------------------------------------------------------------- |
| 1917–1918 | Olympique de Pantin                                                                    | 3–0                                                                                    | FC Lyon                                                                                | Stade de la Légion-Saint-Michel                                                        | 2.000                                                                                  |
| 1918–1919 | CASG Paris                                                                             | 3–2 pro                                                                                | Olympique de Paris                                                                     | Parc des Princes                                                                       | 10.000                                                                                 |
| 1919–1920 | Cercle Paris                                                                           | 2–1                                                                                    | Le Havre                                                                               | Stade Bergeyre                                                                         | 7.000                                                                                  |
| 1920–1921 | Red Star                                                                               | 2–1                                                                                    | Olympique de Paris                                                                     | Stade Pershing                                                                         | 18.000                                                                                 |
| 1921–1922 | Red Star                                                                               | 2–0                                                                                    | Rennes                                                                                 | Stade Pershing                                                                         | 25.000                                                                                 |
| 1922–1923 | Red Star                                                                               | 4–2                                                                                    | Sète                                                                                   | Stade Pershing                                                                         | 20.000                                                                                 |
| 1923–1924 | Olympique de Marseille                                                                 | 3–2 pro                                                                                | Sète                                                                                   | Stade Pershing                                                                         | 29.000                                                                                 |
| 1924–1925 | CASG Paris                                                                             | 1–1 pro (3–2)*                                                                         | Rouen                                                                                  | Colombes                                                                               | 18.000 (18.000)*                                                                       |
| 1925–1926 | Olympique de Marseille                                                                 | 4–1                                                                                    | Valentigney                                                                            | Colombes                                                                               | 26.000                                                                                 |
| 1926–1927 | Olympique de Marseille                                                                 | 3–0                                                                                    | Quevilly                                                                               | Colombes                                                                               | 23.800                                                                                 |
| 1927–1928 | Red Star                                                                               | 3–1                                                                                    | Cercle Paris                                                                           | Colombes                                                                               | 30.000                                                                                 |
| 1928–1929 | Montpellier                                                                            | 2–0                                                                                    | Sète                                                                                   | Colombes                                                                               | 25.000                                                                                 |
| 1929–1930 | Sète                                                                                   | 3–1 pro                                                                                | Racing Paris                                                                           | Colombes                                                                               | 35.000                                                                                 |
| 1930–1931 | Club Français                                                                          | 3–0                                                                                    | Montpellier                                                                            | Colombes                                                                               | 30.000                                                                                 |
| 1931–1932 | Cannes                                                                                 | 1–0                                                                                    | Roubaix                                                                                | Colombes                                                                               | 36.143                                                                                 |
| 1932–1933 | Excelsior Athlétic                                                                     | 3–1                                                                                    | Roubaix                                                                                | Colombes                                                                               | 33.000                                                                                 |
| 1933–1934 | Sète                                                                                   | 2–1                                                                                    | Olympique de Marseille                                                                 | Colombes                                                                               | 40.600                                                                                 |
| 1934–1935 | Olympique de Marseille                                                                 | 3–0                                                                                    | Rennes                                                                                 | Colombes                                                                               | 40.008                                                                                 |
| 1935–1936 | Racing Paris                                                                           | 1–0                                                                                    | Charleville                                                                            | Colombes                                                                               | 39.725                                                                                 |
| 1936–1937 | Sochaux                                                                                | 2–1                                                                                    | Strasbourg                                                                             | Colombes                                                                               | 39.538                                                                                 |
| 1937–1938 | Olympique de Marseille                                                                 | 2–1 pro                                                                                | Metz                                                                                   | Parc des Princes                                                                       | 33.044                                                                                 |
| 1938–1939 | Racing Paris                                                                           | 3–1                                                                                    | Olympique Lillois                                                                      | Colombes                                                                               | 52.431                                                                                 |
| 1939–1940 | Racing Paris                                                                           | 2–1                                                                                    | Olympique de Marseille                                                                 | Parc des Princes                                                                       | 25.969                                                                                 |
| 1940–1941 | Bordeaux                                                                               | 2–0                                                                                    | Fives                                                                                  | Saint-Ouen                                                                             | 15.230                                                                                 |
| 1941–1942 | Red Star                                                                               | 2–0                                                                                    | Sète                                                                                   | Colombes                                                                               | 40.000                                                                                 |
| 1942–1943 | Olympique de Marseille                                                                 | 2–2 pro (4–0)*                                                                         | Bordeaux                                                                               | Colombes                                                                               | 32.500 (32.212)*                                                                       |
| 1943–1944 | ÉF Nancy-Lorraine                                                                      | 4–0                                                                                    | Reims-Champagne                                                                        | Parc des Princes                                                                       | 31.995                                                                                 |
| 1944–1945 | Racing Paris                                                                           | 3–0                                                                                    | Lille                                                                                  | Colombes                                                                               | 49.983                                                                                 |
| 1945-46   | Lille                                                                                  | 4–2                                                                                    | Red Star                                                                               | Colombes                                                                               | 59.692                                                                                 |
| 1946–1947 | Lille                                                                                  | 2–0                                                                                    | Strasbourg                                                                             | Colombes                                                                               | 59.852                                                                                 |
| 1947–1948 | Lille                                                                                  | 3–2                                                                                    | Lens                                                                                   | Colombes                                                                               | 60.739                                                                                 |
| 1948–1949 | Racing Paris                                                                           | 5–2                                                                                    | Lille                                                                                  | Colombes                                                                               | 61.473                                                                                 |
| 1949–1950 | Stade de Reims                                                                         | 2–0                                                                                    | Racing Paris                                                                           | Colombes                                                                               | 61.722                                                                                 |
| 1950–1951 | Strasbourg                                                                             | 3–0                                                                                    | Valenciennes                                                                           | Colombes                                                                               | 61.492                                                                                 |
| 1951–1952 | Nice                                                                                   | 5–3                                                                                    | Bordeaux                                                                               | Colombes                                                                               | 61.485                                                                                 |
| 1952–1953 | Lille                                                                                  | 2–1                                                                                    | Nancy                                                                                  | Colombes                                                                               | 58.993                                                                                 |
| 1953–1954 | Nice                                                                                   | 2–1                                                                                    | Olympique de Marseille                                                                 | Colombes                                                                               | 56.803                                                                                 |
| 1954–1955 | Lille                                                                                  | 5–2                                                                                    | Bordeaux                                                                               | Colombes                                                                               | 49.411                                                                                 |
| 1955–1956 | Sedan                                                                                  | 3–1                                                                                    | Troyes                                                                                 | Colombes                                                                               | 47.258                                                                                 |
| 1956–1957 | Toulouse (1937)                                                                        | 6–3                                                                                    | Angers                                                                                 | Colombes                                                                               | 43.125                                                                                 |
| 1957–1958 | Stade de Reims                                                                         | 3–1                                                                                    | Nîmes                                                                                  | Colombes                                                                               | 56.523                                                                                 |
| 1958–1959 | Le Havre                                                                               | 2–2 pro (3–0)*                                                                         | Sochaux                                                                                | Colombes                                                                               | 50.778 (36.655)*                                                                       |
| 1959–1960 | Monaco                                                                                 | 4–2 pro                                                                                | Saint-Étienne                                                                          | Colombes                                                                               | 38.298                                                                                 |
| 1960–1961 | Sedan                                                                                  | 3–1                                                                                    | Nîmes                                                                                  | Colombes                                                                               | 39.070                                                                                 |
| 1961–1962 | Saint-Étienne                                                                          | 1–0                                                                                    | Nancy                                                                                  | Colombes                                                                               | 30.654                                                                                 |
| 1962–1963 | Monaco                                                                                 | 0–0 pro (2–0)*                                                                         | Lyon                                                                                   | Colombes (Parc des Princes)*                                                           | 32.923 (24.910)*                                                                       |
| 1963–1964 | Lyon                                                                                   | 2–0                                                                                    | Bordeaux                                                                               | Colombes                                                                               | 32.777                                                                                 |
| 1964–1965 | Rennes                                                                                 | 2–2 pro (3–1)*                                                                         | Sedan                                                                                  | Parc des Princes                                                                       | 36.789 (26.792)*                                                                       |
| 1965–1966 | Strasbourg                                                                             | 1–0                                                                                    | Nantes                                                                                 | Parc des Princes                                                                       | 36.285                                                                                 |
| 1966–1967 | Lyon                                                                                   | 3–1                                                                                    | Sochaux                                                                                | Parc des Princes                                                                       | 32.523                                                                                 |
| 1967–1968 | Saint-Étienne                                                                          | 2–1                                                                                    | Bordeaux                                                                               | Colombes                                                                               | 33.959                                                                                 |
| 1968–1969 | Olympique de Marseille                                                                 | 2–0                                                                                    | Bordeaux                                                                               | Colombes                                                                               | 39.460                                                                                 |
| 1969–1970 | Saint-Étienne                                                                          | 5–0                                                                                    | Nantes                                                                                 | Colombes                                                                               | 32.894                                                                                 |
| 1970–1971 | Rennes                                                                                 | 1–0                                                                                    | Lyon                                                                                   | Colombes                                                                               | 46.801                                                                                 |
| 1971–1972 | Olympique de Marseille                                                                 | 2–1                                                                                    | Bastia                                                                                 | Parc des Princes                                                                       | 44.069                                                                                 |
| 1972–1973 | Lyon                                                                                   | 2–1                                                                                    | Nantes                                                                                 | Parc des Princes                                                                       | 45.734                                                                                 |
| 1973–1974 | Saint-Étienne                                                                          | 2–1                                                                                    | Monaco                                                                                 | Parc des Princes                                                                       | 45.813                                                                                 |
| 1974–1975 | Saint-Étienne                                                                          | 2–0                                                                                    | Lens                                                                                   | Parc des Princes                                                                       | 44.725                                                                                 |
| 1975–1976 | Olympique de Marseille                                                                 | 2–0                                                                                    | Lyon                                                                                   | Parc des Princes                                                                       | 45.661                                                                                 |
| 1976–1977 | Saint-Étienne                                                                          | 2–1                                                                                    | Stade de Reims                                                                         | Parc des Princes                                                                       | 45.454                                                                                 |
| 1977–1978 | Nancy                                                                                  | 1–0                                                                                    | Nice                                                                                   | Parc des Princes                                                                       | 45.998                                                                                 |
| 1978–1979 | Nantes                                                                                 | 4–1 pro                                                                                | Auxerre                                                                                | Parc des Princes                                                                       | 46.070                                                                                 |
| 1979–1980 | Monaco                                                                                 | 3–1                                                                                    | Orléans                                                                                | Parc des Princes                                                                       | 46.136                                                                                 |
| 1980–1981 | Bastia                                                                                 | 2–1                                                                                    | Saint-Étienne                                                                          | Parc des Princes                                                                       | 46.155                                                                                 |
| 1981–1982 | Paris Saint-Germain                                                                    | 2–2 pro (6–5 p.)                                                                       | Saint-Étienne                                                                          | Parc des Princes                                                                       | 46.160                                                                                 |
| 1982–1983 | Paris Saint-Germain                                                                    | 3–2                                                                                    | Nantes                                                                                 | Parc des Princes                                                                       | 46.203                                                                                 |
| 1983–1984 | Metz                                                                                   | 2–0 pro                                                                                | Monaco                                                                                 | Parc des Princes                                                                       | 45.384                                                                                 |
| 1984–1985 | Monaco                                                                                 | 1–0                                                                                    | Paris Saint-Germain                                                                    | Parc des Princes                                                                       | 45.711                                                                                 |
| 1985–1986 | Bordeaux                                                                               | 2–1 pro                                                                                | Olympique de Marseille                                                                 | Parc des Princes                                                                       | 45.429                                                                                 |
| 1986–1987 | Bordeaux                                                                               | 2–0                                                                                    | Olympique de Marseille                                                                 | Parc des Princes                                                                       | 45.145                                                                                 |
| 1987–1988 | Metz                                                                                   | 1–1 pro (5–4 p.)                                                                       | Sochaux                                                                                | Parc des Princes                                                                       | 44.531                                                                                 |
| 1988–1989 | Olympique de Marseille                                                                 | 4–3                                                                                    | Monaco                                                                                 | Parc des Princes                                                                       | 44.448                                                                                 |
| 1989–1990 | Montpellier                                                                            | 2–1 pro                                                                                | Racing Paris                                                                           | Parc des Princes                                                                       | 45.976                                                                                 |
| 1990–1991 | Monaco                                                                                 | 1–0                                                                                    | Olympique de Marseille                                                                 | Parc des Princes                                                                       | 44.123                                                                                 |
| 1991–1992 | Edição cancelada devido ao desastre ocorrido numa das semifinais no estádio do Bastia. | Edição cancelada devido ao desastre ocorrido numa das semifinais no estádio do Bastia. | Edição cancelada devido ao desastre ocorrido numa das semifinais no estádio do Bastia. | Edição cancelada devido ao desastre ocorrido numa das semifinais no estádio do Bastia. | Edição cancelada devido ao desastre ocorrido numa das semifinais no estádio do Bastia. |
| 1992–1993 | Paris Saint-Germain                                                                    | 3–0                                                                                    | Nantes                                                                                 | Parc des Princes                                                                       | 48.789                                                                                 |
| 1993–1994 | Auxerre                                                                                | 3–0                                                                                    | Montpellier                                                                            | Parc des Princes                                                                       | 45.189                                                                                 |
| 1994–1995 | Paris Saint-Germain                                                                    | 1–0                                                                                    | Strasbourg                                                                             | Parc des Princes                                                                       | 46.698                                                                                 |
| 1995–1996 | Auxerre                                                                                | 2–1                                                                                    | Nîmes                                                                                  | Parc des Princes                                                                       | 44.921                                                                                 |
| 1996–1997 | Nice                                                                                   | 1–1 pro (4–3 p.)                                                                       | Guingamp                                                                               | Parc des Princes                                                                       | 44.131                                                                                 |
| 1997–1998 | Paris Saint-Germain                                                                    | 2–1                                                                                    | Lens                                                                                   | Stade de France                                                                        | 78.265                                                                                 |
| 1998–1999 | Nantes                                                                                 | 1–0                                                                                    | Sedan                                                                                  | Stade de France                                                                        | 78.586                                                                                 |
| 1999–2000 | Nantes                                                                                 | 2–1                                                                                    | Calais                                                                                 | Stade de France                                                                        | 78.717                                                                                 |
| 2000–2001 | Strasbourg                                                                             | 0–0 pro (5–4 p.)                                                                       | Amiens                                                                                 | Stade de France                                                                        | 78.641                                                                                 |
| 2001–2002 | Lorient                                                                                | 1–0                                                                                    | Bastia                                                                                 | Stade de France                                                                        | 66.215                                                                                 |
| 2002–2003 | Auxerre                                                                                | 2–1                                                                                    | Paris Saint-Germain                                                                    | Stade de France                                                                        | 78.316                                                                                 |
| 2003–2004 | Paris Saint-Germain                                                                    | 1–0                                                                                    | Châteauroux                                                                            | Stade de France                                                                        | 78.357                                                                                 |
| 2004–2005 | Auxerre                                                                                | 2–1                                                                                    | Sedan                                                                                  | Stade de France                                                                        | 78.721                                                                                 |
| 2005–2006 | Paris Saint-Germain                                                                    | 2–1                                                                                    | Olympique de Marseille                                                                 | Stade de France                                                                        | 79.797                                                                                 |
| 2006–2007 | Sochaux                                                                                | 2–2 pro (5–4 p.)                                                                       | Olympique de Marseille                                                                 | Stade de France                                                                        | 79.850                                                                                 |
| 2007–2008 | Lyon                                                                                   | 1–0 pro                                                                                | Paris Saint-Germain                                                                    | Stade de France                                                                        | 79.204                                                                                 |
| 2008–2009 | Guingamp                                                                               | 2–1                                                                                    | Rennes                                                                                 | Stade de France                                                                        | 80.056                                                                                 |
| 2009–2010 | Paris Saint-Germain                                                                    | 1–0 pro                                                                                | Monaco                                                                                 | Stade de France                                                                        | 75.000                                                                                 |
| 2010–2011 | Lille                                                                                  | 1–0                                                                                    | Paris Saint-Germain                                                                    | Stade de France                                                                        |                                                                                        |
| 2011–12   | Lyon                                                                                   | 1–0                                                                                    | Quevilly                                                                               | Stade de France                                                                        | 76.229                                                                                 |
| 2012–13   | Bordeaux                                                                               | 3–2                                                                                    | Évian                                                                                  | Stade de France                                                                        | 77.000                                                                                 |
| 2013–14   | Guingamp                                                                               | 2–0                                                                                    | Rennes                                                                                 | Stade de France                                                                        |                                                                                        |
| 2014–15   | Paris Saint-Germain                                                                    | 1–0                                                                                    | Auxerre                                                                                | Stade de France                                                                        | 80.000                                                                                 |
| 2015–16   | Paris Saint-Germain                                                                    | 4–2                                                                                    | Olympique de Marseille                                                                 | Stade de France                                                                        | 80.000                                                                                 |
| 2016–17   | Paris Saint-Germain                                                                    | 1–0                                                                                    | Angers                                                                                 | Stade de France                                                                        | 78.000                                                                                 |
| 2017–18   | Paris Saint-Germain                                                                    | 2–0                                                                                    | Les Herbiers                                                                           | Stade de France                                                                        | 73.772                                                                                 |
| 2018–19   | Rennes                                                                                 | 2–2 pro (6–5)*                                                                         | Paris Saint-Germain                                                                    | Stade de France                                                                        | 75.000                                                                                 |
| 2019–20   | Paris Saint-Germain                                                                    | 1–0                                                                                    | Saint-Étienne                                                                          | Stade de France                                                                        | 2.805                                                                                  |
| 2020–21   | Paris Saint-Germain                                                                    | 2–0                                                                                    | Monaco                                                                                 | Stade de France                                                                        | 0                                                                                      |
| 2021–22   | Nantes                                                                                 | 1–0                                                                                    | Nice                                                                                   | Stade de France                                                                        | 78.000                                                                                 |
| 2022–23   | Toulouse                                                                               | 5–1                                                                                    | Nantes                                                                                 | Stade de France                                                                        | 78.000                                                                                 |
| 2023–24   | Paris Saint-Germain                                                                    | 2–1                                                                                    | Lyon                                                                                   | Stade Pierre-Mauroy                                                                    | 44.577                                                                                 |
| 2024–25   | Paris Saint-Germain                                                                    | 3–0                                                                                    | Stade de Reims                                                                         | Stade de France                                                                        | 77.101                                                                                 |

*Placares, estádios e públicos em parênteses apontam as informações de um segundo jogo realizado devido ao empate na primeira partida.

## Títulos por clube
Esta tabela mostra as estatísticas dos clubes vencedores. Em negrito está o clube campeão da última edição.
| Ranking | Clube                                       | Títulos | Última conquista | Vices | Última final perdida |
| ------- | ------------------------------------------- | ------- | ---------------- | ----- | -------------------- |
| 1       | Paris Saint-Germain                         | 16      | 2025             | 5     | 2019                 |
| 2       | Olympique de Marseille                      | 10      | 1989             | 9     | 2016                 |
| 3       | AS Sant-Étienne                             | 6       | 1977             | 4     | 2020                 |
| 4       | LOSC                                        | 6       | 2011             | 3     | 1949                 |
| 5       | AS Monaco                                   | 5       | 1991             | 5     | 2021                 |
| 6       | Olympique Lyonnais                          | 5       | 2012             | 4     | 2024                 |
| 7       | RC Paris                                    | 5       | 1949             | 3     | 1990                 |
| 8       | Red Star                                    | 5       | 1942             | 1     | 1946                 |
| 9       | FC Girondins de Bordeaux                    | 4       | 2013             | 6     | 1969                 |
| 10      | FC Nantes                                   | 4       | 2022             | 5     | 2023                 |
| 11      | AJ Auxerre                                  | 4       | 2005             | 2     | 2015                 |
| 12      | RC Strasbourg                               | 3       | 2001             | 3     | 1995                 |
| 12      | Stade Rennais FC                            | 3       | 2019             | 3     | 2009                 |
| 14      | OGC Nice                                    | 3       | 1997             | 2     | 2022                 |
| 15      | FC Sète                                     | 2       | 1934             | 4     | 1942                 |
| 16      | FC Sochaux-Montbéliard                      | 2       | 2007             | 3     | 1988                 |
| 16      | CS Sedan                                    | 2       | 1961             | 3     | 2005                 |
| 18      | Montpellier HSC                             | 2       | 1990             | 2     | 1994                 |
| 18      | Stade de Reims                              | 2       | 1958             | 2     | 2025                 |
| 20      | FC Metz                                     | 2       | 1988             | 1     | 1938                 |
| 20      | Guingamp                                    | 2       | 2014             | 1     | 1997                 |
| 22      | CASG Paris                                  | 2       | 1925             | 0     |                      |
| 23      | Olympique de Paris (Ex-Olympique de Pantin) | 1       | 1918             | 2     | 1921                 |
| 24      | SC Bastia                                   | 1       | 1981             | 2     | 2002                 |
| 25      | Cercle Paris                                | 1       | 1920             | 1     | 1928                 |
| 25      | Le Havre AC                                 | 1       | 1959             | 1     | 1920                 |
| 27      | AS Cannes                                   | 1       | 1932             | 0     |                      |
| 27      | Club Français                               | 1       | 1931             | 0     |                      |
| 27      | Excelsior Athlétic                          | 1       | 1933             | 0     |                      |
| 27      | Nancy                                       | 1       | 1978             | 0     |                      |
| 27      | ÉF Nancy-Lorraine                           | 1       | 1944             | 0     |                      |
| 27      | FC Lorient                                  | 1       | 2002             | 0     |                      |
| 27      | Toulouse FC (1937)                          | 1       | 1957             | 0     |                      |
| 27      | Toulouse                                    | 1       | 2023             | 0     |                      |